# Biekchan Gojgieriejew
Biekchan Gojgieriejew (ros.Бекхан Салавдинович Гойгереев; ur. 22 maja 1987) – rosyjski zapaśnik startujący w stylu wolnym, mistrz świata.
Startuje w kategorii wagowej do 60 kg. Złoty medalista mistrzostw świata z Budapesztu w 2013 roku. Wicemistrz Europy w 2014. Zwycięzca uniwersjady w 2013. Mistrz Rosji w 2013 i trzeci w 2014 i 2017 roku.